# Yannick Agnero
Mel Yannick Joel Agnero, född 20 februari 2003, är en ivoriansk fotbollsspelare som spelar för Halmstads BK. 

## Klubbkarriär

### Uppväxt
Agnero är född och uppvuxen i Elfenbenskusten. Han påbörjade sin fotbollskarriär i Right to Dream Academy innan han gick till FC Nordsjælland sommaren 2021.

### FC Nordsjælland
Agnero gjorde sin proffsdebut för Nordsjaelland den 22 oktober 2021 mot Vejle Boldklub. Sommaren 2022 flyttades Agnero permanent upp till Nordsjællands seniorlag.
Den 31 januari 2023 anslöt Agnero till Fremad Amager på ett låneavtal som sträckte sig över säsongen. Vid återkomsten till FC Nordsjælland fanns inte Agnero med i klubbens trupp och lånades åter igen ut, den här gången till FC Helsingør fram till slutet av säsongen. Efter att ha avslutat sin låneperiod återvände Agnero till FC Nordsjælland.
I slutet av juli 2024 var Agnero på provspel i den svenska klubben Halmstads BK.

### Halmstads BK
Efter ett lyckat provspel anslöt Agnero den 2 augusti 2024 till Halmstads BK på permanent basis. Han debuterade för klubben den 26 augusti mot Västerås SK i en 0-1 förlust.

## Karriärstatistik
| Klubb        | Säsong             | Liga               | Liga    | Liga | Nationell cup | Nationell cup | Totalt  | Totalt |
| Klubb        | Säsong             | Division           | Matcher | Mål  | Matcher       | Mål           | Matcher | Mål    |
| ------------ | ------------------ | ------------------ | ------- | ---- | ------------- | ------------- | ------- | ------ |
| Nordsjælland | 2021–22            | Superligaen        | 3       | 0    | 0             | 0             | 3       | 0      |
| Nordsjælland | 2022–23            | Superligaen        | 0       | 0    | 0             | 0             | 0       | 0      |
| Nordsjælland | Totalt i karriären | Totalt i karriären | 3       | 0    | 0             | 0             | 3       | 0      |